# Neuseeländische Cricket-Nationalmannschaft in England in der Saison 1949
Die Tour der neuseeländischen Cricket-Nationalmannschaft nach England in der Saison 1949 fand vom 11. Juni bis zum 16. August 1949 statt. Die internationale Cricket-Tour war Bestandteil der Internationalen Cricket-Saison 1949 und umfasste vier Tests. Die Serie endete 0–0 unentschieden.

## Vorgeschichte
Für beide Mannschaften war es die erste Tour der Saison.
Das letzte Aufeinandertreffen der beiden Mannschaften bei einer Tour fand in der Saison 1946/47 in Neuseeland statt.

## Stadien
Die folgenden Stadien wurden für die Tour als Austragungsort vorgesehen.
| Stadion                     | Stadt      | Kapazität | Spiele  |
| --------------------------- | ---------- | --------- | ------- |
| Headingley Stadium          | Leeds      | 17.000    | 1. Test |
| The Oval                    | London     | 23.500    | 4. Test |
| Lord’s Cricket Ground       | London     | 30.000    | 2. Test |
| Old Trafford Cricket Ground | Manchester | 19.000    | 3. Test |

## Kaderlisten
Die Mannschaften benannten die folgenden Kader.
| Test | Test |
| England | Neuseeland |
| --- | --- |
| - Rob Bailey - Alec Bedser - David Brown - Brian Close - Denis Compton - John Edrich - Godfrey Evans - Cliff Gladwin - Eric Hollies - Richard Hutton - Les Jackson - Jim Laker - George Mann - Jack Robertson - Reg Simpson - Cyril Washbrook - Allan Watkins - Alan Wharton - Doug Wright - Jack Young | - Tom Burtt - Harry Cave - Jack Cowie - Fen Cresswell - Martin Donnelly - Walter Hadlee - Frank Mooney - Geoff Rabone - Richard Reid - Verdun Scott - Ian Smith - Bert Sutcliffe - Merv Wallace |

## Tests

### Erster Test in Leeds
| 11. – 14. Juni Scorecard | Leeds | England 372 (127.3) & 267-4 (68) | – | Neuseeland 341 (118.3) & 195-2 (49) |
|                          |       | Remis                            |   |                                     |

### Zweiter Test in London
| 25. – 28. Juni Scorecard | London (Lord’s) | England 313-9d (103.1) & 306-5 (103) | – | Neuseeland 484 (159.4) |
|                          |                 | Remis                                |   |                        |

### Dritter Test in Manchester
| 23. – 26. Juli Scorecard | Manchester | Neuseeland 293 (128.2) & 348-7 (110) | – | England 440-9d (128) |
|                          |            | Remis                                |   |                      |

### Vierter Test in London
| 13. – 16. August Scorecard | London (Oval) | Neuseeland 345 (112.1) & 308-9d (97) | – | England 482 (117.2) |
|                            |               | Remis                                |   |                     |